# Sárgulótönkű galambgomba
A sárgulótönkű galambgomba (Russula puellaris) az Agaricomycetes osztályának galambgomba-alkatúak (Russulales) rendjébe, ezen belül a galambgombafélék (Russulaceae) családjába tartozó, Európában, Észak-Afrikában és Észak-Amerikában elterjedt, lombos- és fenyőerdőkben élő, ehető gombafaj.

## Elterjedése és termőhelye
Eurázsiában, Észak-Afrikában és Észak-Amerikában honos. Magyarországon nem gyakori.
Savanyú talajú lomb- és fenyőerdőkben él. Júliustól októberig terem. 

## Megjelenése
A sárgulótönkű galambgomba kalapja 3-6 cm széles, alakja fiatalon kissé domború, de hamar ellaposodik és közepe kissé benyomott lesz. Színe változatos: réz-, ibolyás- vagy bíborbarnás, olívszürkés, borvöröses, gyakran többszínű; idősödve egyre inkább sárgásbarna lesz. Közepe mindig sötétebb, intenzívebb színű, széle halványabb. Felszíne nedvesen tapadós és fénylő, a kalapbőr a feléig lehúzható. Széle egyenetlenül, fésűsen bordás.
Húsa vékony, törékeny, színe fehér, sérülésre sárguló. Íze és szaga nem jellegzetes, esetleg kissé gyümölcsszagú lehet.  
Közepesen sűrűn álló lemezei tönkhöz nőttek. Színük fiatalon fehéres-krémszínű, idősebben sárgulnak.
Tönkje 3-5 cm magas és 0,7-1,5 cm vastag. Tövénél kissé bunkósan vastagodik. Színe fiatalon fehér, idősebben sárgásra színeződik és felszíne eres-ráncossá válik. 
Spórapora krémsárga. Spórája ovális, felszínén kis, elszigetelt szemölcsökkel; mérete 6,5-9 x 5.5-7 µm

### Hasonló fajok
A fényes galambgomba, a többszínű galambgomba vagy a lányka-galambgomba hasonlíthat hozzá. 

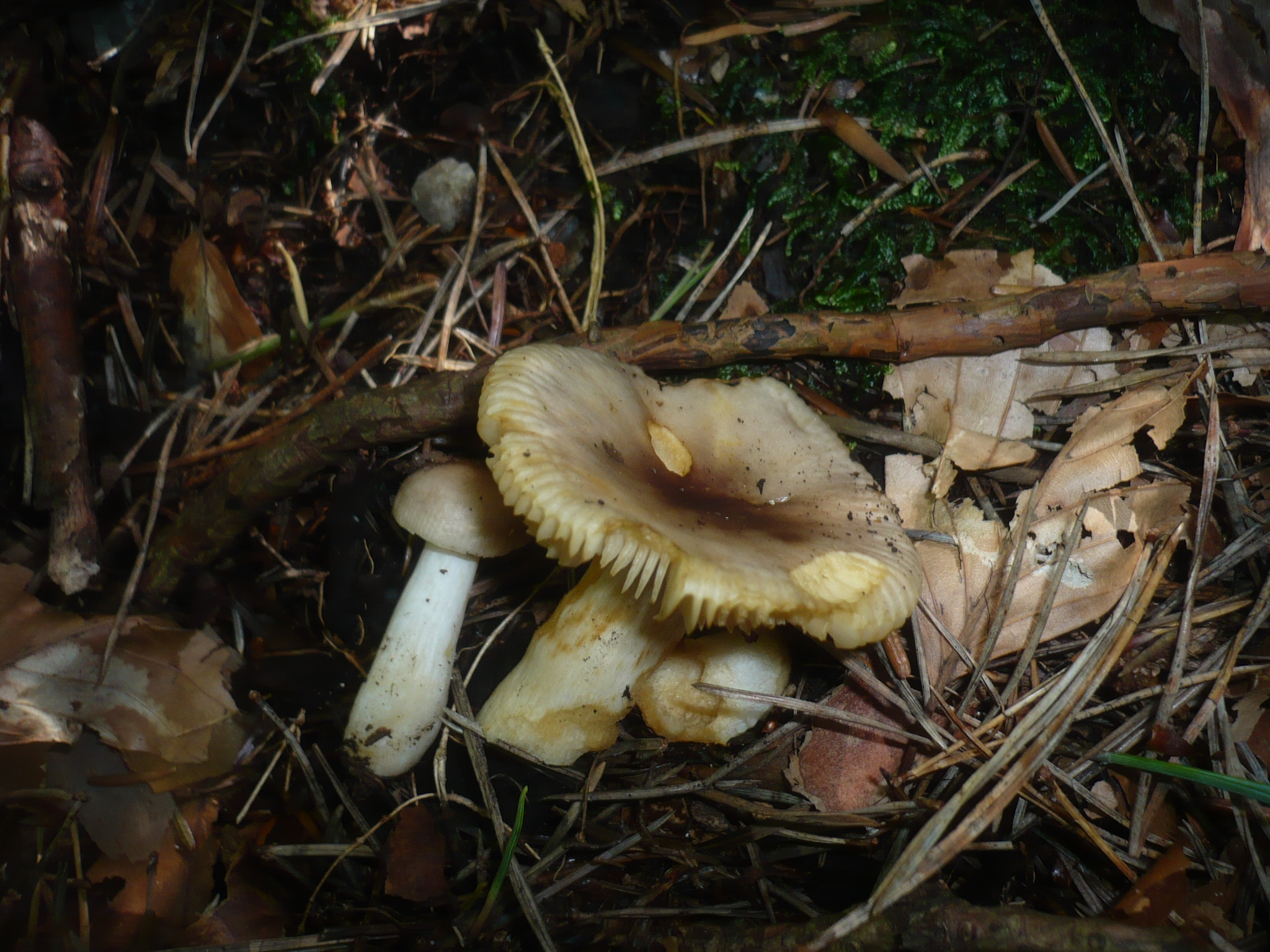
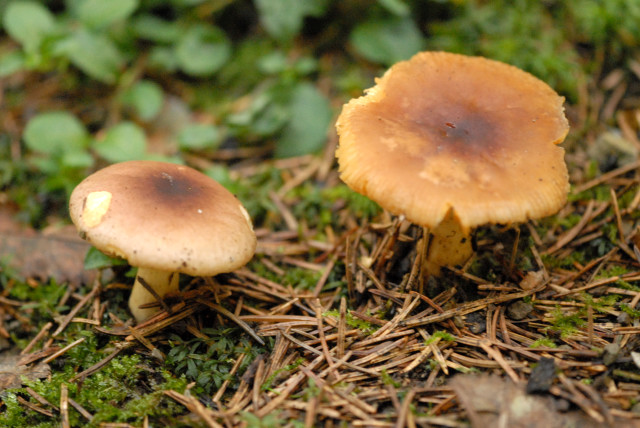
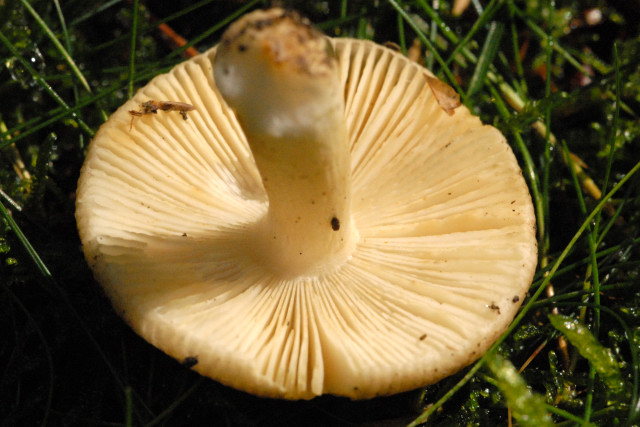
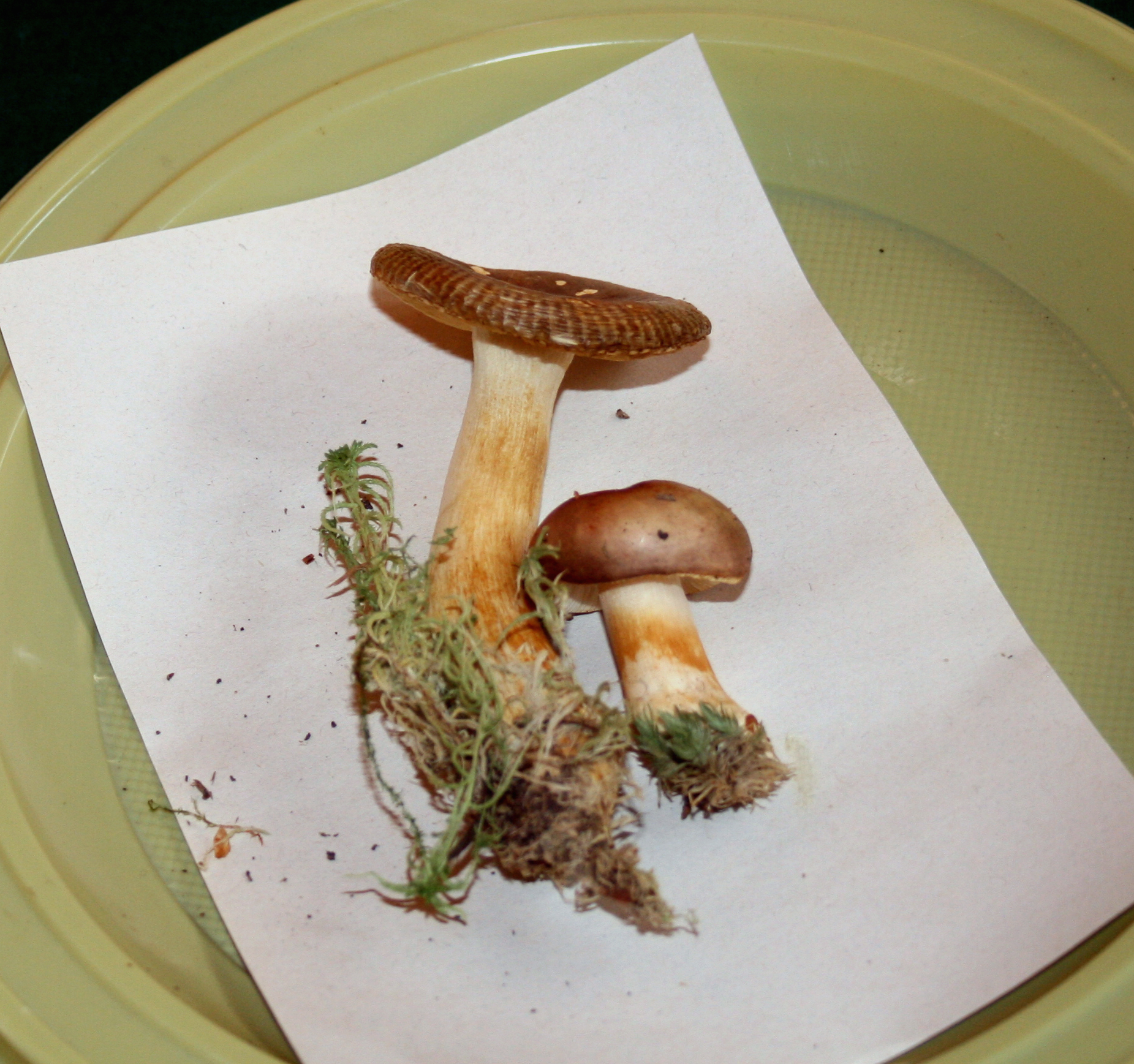
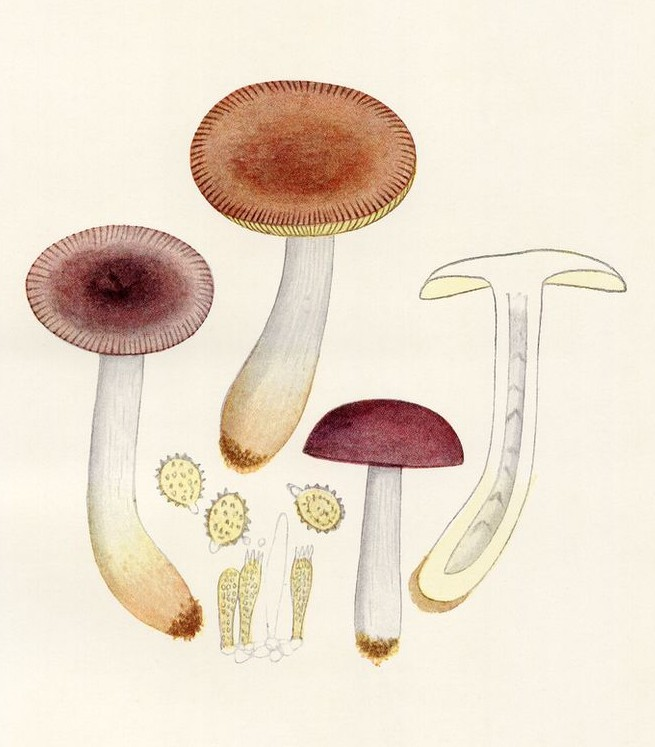

Ehető gomba.